# مارتن بدر
مارتن بدر (بالألمانية: Martin Bader)‏ هو متسلق جبال تزلج ‏ نمساوي، ولد في 3 مايو 1985 في إنسبروك في النمسا.